# Corregedor
Um corregedor é um funcionário administrativo ou magistrado judicial que existe ou existiu em diversos em diversos países e territórios, nomeadamente nos de língua portuguesa e espanhola. Historicamente, o corregedor era um magistrado, com funções administrativas e judiciais, que representava a Coroa em determinada jurisdição. A sua ação, bem como a jurisdição territorial em que era exercida era designada "correição". 
A função ou título de corregedor subsiste ainda hoje em dia no Brasil e existiu até à poucos anos em Portugal.

## Brasil
No Brasil, um corregedor é um juiz normalmente responsável por um setor específico dentro da administração pública. É voltado prioritariamente para apuração e responsabilização de servidores públicos, em face de seus erros de conduta, devidamente previstos na legislação. Pode atuar na esfera federal, estadual ou municipal, assim como do Poder Executivo, Legislativo ou Judiciário.

## Portugal
Em Portugal, durante o Antigo Regime, o corregedor era o magistrado administrativo e judicial que representava a Coroa em cada uma das comarcas régias. Competia-lhe fiscalizar a aplicação da justiça e a administração dos diversos concelhos situados na sua comarca, superintendendo nomeadamente os respetivos juízes de fora e juízes ordinários. A sua ação era conhecida por correição, termo que, por extensão, ocasionalmente também se aplicava à própria comarca onde era exercido. A comarca de Lisboa tinha dois corregedores, um do crime e o outro do cível. Nas comarcas que eram terras senhoriais não existiam corregedores, sendo as funções correspondentes exercidas por ouvidores nomeados pelos respetivos donatários.
No século XX, a designação "corregedor" foi recuperada e passou a ser usada como categoria e título honorífico dos juízes de direito colocados em funções que implicassem, por inerência, a presidência de tribunais coletivos. Eram assim corregedores os juízes presidentes dos círculos judiciais, bem como os juízes dos juízos criminais e das varas cíveis. A categoria de corregedor voltou, no entanto, a ser novamente extinta através da Lei orgânica dos tribunais judiciais de 1977 (Lei n.º 82/77 de 6 de dezembro).

## Outros países e territórios
Na Espanha e no Império Espanhol, o corregedor (corregidor em espanhol) era um funcionário administrativo e judicial local, que representava a Coroa num município ou província.